# Trdnjava Bokar, Dubrovnik
Trdnjava Bokar je obrambna trdnjava v obzidju mesta Dubrovnik.
Trdnjava Bokar je lep primerek skladne in smotrne srednjeveške utrdbene gradnje. Pozidal jo je  Michelozzo di Bartolomeo, ko so v letih 1461 do 1463 prezidavali dubrovniško obzidje. Trdnjava je bila mišljena kot ključna točka v obrambi vrat s Pil, zahodnega utrjenega vhoda v mesto. Poleg Minčete je to druga ključna točka v obrambi zahodnega kopenskega vhoda v mesto. Trdnjava Bokar je dvonadstropna utrdba kazamatskega tipa, ki izpod okrilja srednjeveškega obzidja s skoraj celim cilindričnim obsegom štrli v prostor.